# 第1號交響曲 (浦羅哥菲夫)
D大調第1號交響曲，作品25，是俄國作曲家浦羅哥菲夫的音樂作品。創作於1916年至1917年期間。首演於1918年4月21日在彼得格勒舉行。由作曲家親自指揮。
作曲家亦替交響曲加上了標題，稱為「古典」。這是由於浦羅哥菲夫在聖彼得堡音樂學院學習時，他的指揮課老師切列普寧（Nikolai Tcherepnin）往往都要求學生以海頓的作品作為實習，他於是運用在假期時間，嘗試模仿海頓的交響曲，在和聲、對位和結構上都沿用海頓時期的創作風格，但在音域或和絃的選用上，則以當時的概念，去創作一首古典而帶「實驗性質」的交響曲。因此整體上令人感覺是古典時期的風味，但又卻會出現如第1樂章開始時，第1小提琴的最高音是D7，即高音譜號中的上加六線，又或者終曲的開頭，定音鼓奏出連續而具有節奏性的和聲旋律。
而這首樂曲，在學術界普遍被視為是進入新古典主义音乐时代的代表作。

## 分析

### 樂隊編制
| - 木管樂器 - 長笛：2 - 雙簧管：2 - 單簧管：2 - 低音管：2 | - 銅管樂器 - 法國號：2 - 小號：2 | - 定音鼓 | - 弦樂器 |

本交響曲完全依照古典時期的樂隊編制而創作，因此縱然當時各種木管變種樂器，長號及各類型的敲擊樂器已經成為樂隊的常規樂器之一，但全都不在此使用。依工具書《管弦樂作品手冊》指示，本交響曲之配器可簡記為"2 2 2 2—2 2 0 0—tmp—str"。

### 結構
本交響曲共分為四個樂章，由於每一個樂章的篇幅都非常短小，全曲的演奏時間大概只需要15分鐘。如果不依照重覆指示，演奏時間更可以縮短至12分鐘左右。
第一樂章
快板（Allegro），2/2，約4-5分鐘
典型的奏鳴曲式，樂曲開始便以歡樂的氣氛帶出第一主題，經過轉調後很快便帶入由木管所主導的第一副題。第一主題的片段加以發揮後，以巴松管的伴奏下由小提琴帶入第二主題。中段是第一副題的小調化旋律以及第二主題的再發展，及後樂隊重新返回第一主題，再現部基本上是將呈視部在不同調上重新演奏一次，樂隊並以高昂的氣氛結束。
第二樂章
小緩板（Larghetto），3/4，4分鐘
簡單的三段體音樂，四小節的絃樂前奏後，第1小提琴在高音區奏出八小節的主題旋律兩次，隨即進入中段，是以十六分音符斷奏為主的樂句，慢慢帶進短暫的最高潮。在中提琴及巴松管的引領下主題旋律重新出現至結尾。
第三樂章
嘉禾舞曲：不過份的快板（Non troppo allegro），4/4，約1分半鐘-2分鐘
短小的三段體樂章，各段的主題都非常簡短清楚，完全遵從古典時期交響曲最常用的嘉禾舞曲作為間奏。A段以大幅度音程跳躍為主要動機，配以級進的終止式；B段則為四分音符節奏型樂句，由木管樂奏出旋律；最後長笛帶回A段旋律，並由中提琴作結束。
第四樂章
終曲：持續的活躍板（Molto Vivace），2/2，4分鐘
同樣採用奏鳴曲式。第1小提琴奏出輕快而樂觀的第一主題，然後很快變轉調，木管以不斷轉變的和絃分解配上第1小提琴的樂句，以及重覆八分音符形成了副題部份，最後長笛及第1小提琴演出新的第2主題，並在一連串的上行音列中結束呈現部。發展部是由第二主題為主導，並配以第一主題及副題的片段內容，並且自然地帶回到再現部，結尾部份將第二主題稍為擴展，同樣以最熱鬧的氣氛結束。

## 外部連結
- 普羅高菲夫第1號交響曲：国际乐谱典藏计划上的乐谱